# مقاطعة لواندا
لواندا هـي أهم مقاطعات أنغولا وأصغرهـا مساحة وأكثرها كثافة سكانية وتقع في في شمالها الغربي وتطل على المحيط الأطلسي، يقدر عدد سكانها بحوالي 5 ملايين نسمة وتتربع على مساحة قدرها 2257 كم2 وعاصمتها هـي عاصمة الدولة لواندا ، ويقطعها نهرا كوانزو وبنغـو.

## الموقع الجغرافي
تقع لوندا إلى الشمال الغربي من البلاد ويحدها من الغرب المحيط الأطلسي ومن الشمال والجنوب والغرب مقاطعة بنغو.

## المحافظات والمناطق الحضارية
تنقسـم مقاطعة لواندا إلى 7 محافظات و13 منطقة حضارية هـي:
| المناطق الحضرية | عنوان المحافظات |
| --------------- | --------------- |
| غولف            | بيلاس           |
| لها دو كابو     | كاكواكو         |
| إينغمبوتا       | كازينغا         |
| كيلامبا كياكسي  | إيكولو إيبينغو  |
| مايانغا         | لواندا          |
| نفيس باندينها   | كويساما         |
| نغولا كيلوانجي  | فيانا           |
| بالانكا         |                 |
| بريندا          |                 |
| رانجيل          |                 |
| سامبا           |                 |
| سامبزانغا       |                 |
| فيلا أليس       |                 |

## البلديات
وتنقسم إلـى 47 بلدية  هـي:
| - بايرو أبيراريو - بارا دو كوانزا - بنفيكا إيموسولو - بوم جيسس - كابيري - كابوليدو - كاكواكو - كاكولو كهانغو - كماما - كاسيكيل - كسونيكا - كاتيتي | - كازينغا - كوريمبا - دا لها - ديمبو شيو - فتونغو دو بيلاس - غولفي - هافيموس دي فولتار - هوجي يا هندا - كينانغا - كيكسيني - مارقال - ممبوندو | - مكسيما - نيفيس بندينها - نغولا كيلواني - بريندا - راميرو - رانغال - روشا بينتو - سامبيزانغا - تالا هادي - تيرا نوفا - فيلا إستوريل | - كوكا - لها دو كابو - باتريس لوموبا - ماكولسو - كيلامبا كياكسي - بالانكا - ملانغا - سامبا - فوندا - كويكلو - فيانا - كالومبو |

## روابط خارجية
- الموقـع الرسمـي
- معلومات عـن المقاطعة في موقع إينفـو أنغولا